# Карроллтон (Міссурі)
Карроллтон (англ. Carrollton) — місто (англ. city) в США, в окрузі Керролл штату Міссурі. Населення — 3514 особи (2020).

## Географія
Карроллтон розташований за координатами 39°21′49″ пн. ш. 93°29′42″ зх. д. / 39.36361° пн. ш. 93.49500° зх. д. (39.363642, -93.495060).  За даними Бюро перепису населення США в 2010 році місто мало площу 10,84 км², з яких 10,80 км² — суходіл та 0,04 км² — водойми.

## Демографія
Згідно з переписом 2010 року, у місті мешкали 3784 особи в 1590 домогосподарствах у складі 962 родин. Густота населення становила 349 осіб/км².  Було 1886 помешкань (174/км²).
Расовий склад населення:
| - 95,2 % — білих - 3,0 % — чорних або афроамериканців - 0,2 % — азіатів - 0,1 % — вихідців з тихоокеанських островів - 0,1 % — корінних американців |

До двох чи більше рас належало 1,2 %. Частка іспаномовних становила 1,8 % від усіх жителів.
За віковим діапазоном населення розподілялося таким чином: 24,2 % — особи молодші 18 років, 55,5 % — особи у віці 18—64 років, 20,3 % — особи у віці 65 років та старші. Медіана віку мешканця становила 40,4 року. На 100 осіб жіночої статі у місті припадало 87,8 чоловіків;  на 100 жінок у віці від 18 років та старших — 81,9 чоловіків також старших 18 років.
Середній дохід на одне домашнє господарство  становив 50 907 доларів США (медіана — 32 827), а середній дохід на одну сім'ю — 65 348 доларів (медіана — 46 250). Медіана доходів становила 45 170 доларів для чоловіків та 20 764 долари для жінок. За межею бідності перебувало 17,8 % осіб, у тому числі 26,4 % дітей у віці до 18 років та 9,6 % осіб у віці 65 років та старших.
Цивільне працевлаштоване населення становило 1545 осіб. Основні галузі зайнятості: освіта, охорона здоров'я та соціальна допомога — 30,0 %, роздрібна торгівля — 16,2 %, будівництво — 9,8 %, мистецтво, розваги та відпочинок — 9,0 %.